# Episodi di Good Times (seconda stagione)
La seconda stagione della serie televisiva Good Times è stata trasmessa in anteprima negli Stati Uniti d'America dalla CBS tra il 10 settembre 1974 e il 18 marzo 1975.
| nº | Titolo originale                            | Titolo italiano | Prima TV USA      | Prima TV Italia |
| -- | ------------------------------------------- | --------------- | ----------------- | --------------- |
| 1  | Florida Flips                               |                 | 10 settembre 1974 |                 |
| 2  | J.J. Becomes a Man (Part 1)                 |                 | 17 settembre 1974 |                 |
| 3  | J.J. Becomes a Man (Part 2)                 |                 | 24 settembre 1974 |                 |
| 4  | Crosstown Buses Run All Day, Doodah, Doodah |                 | 1º ottobre 1974   |                 |
| 5  | The Man I Most Admire                       |                 | 8 ottobre 1974    |                 |
| 6  | Thelma's Young Man                          |                 | 15 ottobre 1974   |                 |
| 7  | The I.Q. Test                               |                 | 22 ottobre 1974   |                 |
| 8  | The Encyclopedia Hustle                     |                 | 29 ottobre 1974   |                 |
| 9  | The Gang (Part 1)                           |                 | 12 novembre 1974  |                 |
| 10 | The Gang (Part 2)                           |                 | 19 novembre 1974  |                 |
| 11 | Florida, the Matchmaker                     |                 | 26 novembre 1974  |                 |
| 12 | The Windfall                                |                 | 3 dicembre 1974   |                 |
| 13 | Sometimes There's No Bottom in the Bottle   |                 | 10 dicembre 1974  |                 |
| 14 | Florida's Big Gig                           |                 | 31 dicembre 1974  |                 |
| 15 | Florida Goes to School                      |                 | 7 gennaio 1975    |                 |
| 16 | The Nude                                    |                 | 14 gennaio 1975   |                 |
| 17 | The Family Business                         |                 | 21 gennaio 1975   |                 |
| 18 | The Debutante Ball                          |                 | 4 febbraio 1975   |                 |
| 19 | The Dinner Party                            |                 | 11 febbraio 1975  |                 |
| 20 | The Houseguest                              |                 | 18 febbraio 1975  |                 |
| 21 | My Girl Henrietta                           |                 | 25 febbraio 1975  |                 |
| 22 | The Enlistment                              |                 | 4 marzo 1975      |                 |
| 23 | Thelma's Scholarship                        |                 | 11 marzo 1975     |                 |
| 24 | The Lunch Money Ripoff                      |                 | 18 marzo 1975     |                 |